# Palovaroten
Palovaroten ist ein Arzneistoff zur Behandlung einer sehr seltenen genetisch bedingten Erkrankung, bei der es zu einer abnormen Knochenbildung in Muskeln, Sehnen, Bändern und anderen Geweben kommt (Fibrodysplasia ossificans progressiva, FOP). Unter dem Namen Sohonos (Ipsen) ist Palvaroten seit 2022 in Kanada zugelassen. Das Medikament wird oral (als Kapsel) angewendet.

## Wirkungsmechanismus

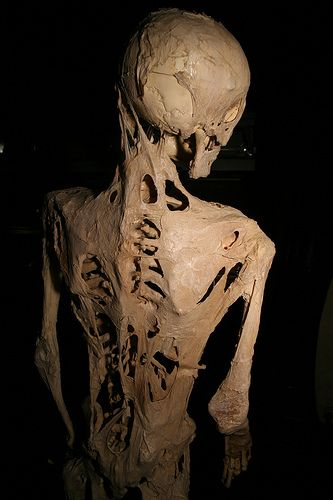
Skelett eines Patienten mit FOP

Palovaroten wirkt als selektiver Agonist am Retinsäurerezeptor vom Subtyp Gamma (RARγ). FOP ist eine genetische Erkrankung, die durch eine Funktionsgewinn-Mutation (gain-of-function-Mutation) im ACVR1/ALK2-Gen verursacht wird. Dieses Gen kodiert für den Aktivinrezeptor Typ 1A / Aktivinrezeptor-ähnliche Kinase 2, einen Rezeptor für ein knochenmorphogenetisches Protein (BMP): das BMP-1. Die ALK2-Mutation überaktiviert die BMP-Signalwege und fördert die Bildung von chondrogenen Zellen und Chondrozyten, in denen RARγ exprimiert wird, welches als Transkriptionsrepressor wirkt. In der Folge kommt es zu einer heterotopen Ossifikation (HO). Palovarotin hemmt durch die Bindung an den RARγ die BMP-Signalwege, die an der Pathogenese der HO und damit auch der FOP beteiligt sind. Der Wirkungsmechanismus wurde im Tiermodell mit Knock-in-Mäusen untersucht.

## Zulassung
Unter dem Namen Sohonos (Ipsen Gruppe) wurde der Wirkstoff im Januar 2022 in Kanada und im August 2023 in den USA zugelassen. Für die Länder der EU lehnte die Kommission die Zulassung im Juli 2023 ab. Der Ausschuss für Humanarzneimittel der europäischen Arzneimittelbehörde hatte von einer Zulassung abgeraten, da die Art der Wirksamkeitsprüfung nicht gerechtfertigt sei und die vorab festgelegte Studienziele seien nicht erreicht wurden. Auch Ergebnisse anderer Studien sowie die wenigen verfügbaren Langzeitdaten stützten eine Wirksamkeit nicht und das Risiko für bestimmte mögliche Nebenwirkungen sei mit den vorgeschlagenen Maßnahmen nicht angemessen zu mindern. Das Arzneimittel hat in der EU den Status eines Arzneimittels für seltenen Leiden (Orphan-Arzneimittel).